# Юльополь (Люблінське воєводство)
Юльополь (пол. Juliopol) — село в Польщі, у гміні Семень Парчівського повіту Люблінського воєводства. Населення — 319 осіб (2011).

## Історія
У часи входження до складу Російської імперії належало до Радинського повіту Сідлецької губернії.
За даними етнографічної експедиції 1869—1870 років під керівництвом Павла Чубинського, у селі переважно проживали польськомовні римо-католики, меншою мірою — греко-католики, які також розмовляли польською.
У 1975—1998 роках село належало до Білопідляського воєводства.

## Демографія
Демографічна структура станом на 31 березня 2011 року:
|          | Загалом | Допрацездатний вік | Працездатний вік | Постпрацездатний вік |
| -------- | ------- | ------------------ | ---------------- | -------------------- |
| Чоловіки | 150     | 38                 | 102              | 10                   |
| Жінки    | 169     | 35                 | 93               | 41                   |
| Разом    | 319     | 73                 | 195              | 51                   |